# Joseph Ambrosius Stapf
Joseph Ambrosius Stapf (auch Ambrosius Stapf oder Joseph Ambros Stapf; * 15. August 1785 in Fließ; † 10. Jänner 1844 in Brixen) war ein österreichischer römisch-katholischer Theologe und Geistlicher.

## Leben
Stapf war Sohn von Landwirten und stammte vom Fließer Weiler Am alten Zoll. Er absolvierte das Gymnasium der Franziskaner in Hall und trat 1803 in das Franziskanerkloster Schwaz ein. 1806 legte er dort die Profess ab. Es folgte ein Studium der Theologie an der Innsbrucker Hochschule und 1809 die Priesterweihe. Nachdem die franziskanische Ordensprovinz durch Bayern 1810 aufgelöst worden war, war er als Weltpriester in der Diözese Freising tätig. Ab 1816 war er Kurat in Ried im Zillertal, ab 1818 in Tux.
Stapf erhielt 1821 die Professur für Moraltheologie am Lyzeum Innsbruck. Er stellte sich allerdings als Gegner des Staatskirchentums und der Aufklärung heraus. Als solcher stellte er sich prädestiniert für das Lehrinstitut in Brixen heraus. Dort wurde er 1823 Professor für Moraltheologie und Erziehungslehre. 1831 erhielt er den Titel Konsistorialrat, 1834 die Ehrendoktorwürde der Wiener Universität und 1837 die Ernennung zum Ehrendomherren von Brixen. 1840 erfolgte schließlich die Ernennung zum ordentlichen Domherren.
Stapf legte 1841 das Lehramt aus gesundheitlichen Gründen nieder. Seine Werke wurden zu gängigen Lehrbüchern und nach seinem Tod unter anderem von seinem Nachfolger im Amt Joseph Vincenz Hofmann herausgegeben.

## Werke (Auswahl)
- Theologia moralis in compendium redacta, 4 Bände, Wagner, Innsbruck 1827–1831; online: Band 1, Band 2, Band 3, Band 4.
- Epitome theologiae moralis publicis praelectionibus accomodata, 2 Bände, Wagner, Innsbruck 1832.
- Erziehungslehre im Geiste der katholischen Kirche, Wagner, Innsbruck 1832.
- Der heilige Vinzenz von Paul, 2 Bände, Mechitaristen-Congregations-Buchhandlung, Wien 1835; online: Band 1, Band 2.
- Expositio casuum reservatorum in Dioecesi Brixenensi, Brixen 1836.
- Die christliche Moral, 4 Bände, Wagner, Innsbruck 1840–1842; online: Band 1, Band 2, Band 3, Band 4.